# 大倉山公園 (横浜市)
大倉山公園（おおくらやまこうえん、Okurayama Park）は、神奈川県横浜市港北区にある都市公園(地区公園)。

## 概要
敷地6.9万平米 (=6.9ha)。うち1.1haの梅林には約20種150本の梅が植えられ、観梅の時期には多くの人出がある。

## 沿革
- 1931年（昭和6年）- 東京横浜電鉄 (現: 東急電鉄)が集客のための沿線開発の一環として、隣接する龍松院の地所を買収。「太尾公園」と名付けて梅林を整備。
- 1932年（昭和7年）- 大倉邦彦が大倉精神文化研究所を開設。
- 1934年（昭和9年）- 「大倉山公園」に改称。
- 1981年（昭和56年）- 横浜市が大倉精神文化研究所一帯の敷地を取得し、建物の寄贈を受ける。
- 1984年（昭和59年）- 大倉精神文化研究所の旧所有地を整備して横浜市大倉山公園が開園。
- 1986年（昭和61年）- この年までに東京急行電鉄所有の梅林を買収し、整備の上1989年（平成元年）大倉山公園の一部とした。

## 施設
- 横浜市大倉山記念館
- 梅林